# لوئیس هنری اوین پیو
لوئیس هنری اوین پیو (انگلیسی: Lewis Pugh؛ ۱۸ مه ۱۹۰۷ – ۱۰ مارس ۱۹۸۱) فرد نظامی اهل بریتانیا بود. وی همچنین برندهٔ جوایزی همچون نشان حمام و نشان امپراتوری بریتانیا شده‌است.